# ペガサスワールドカップ
ペガサスワールドカップインビテーショナルステークス（Pegasus World Cup invitational stakes）は、2017年よりアメリカ合衆国フロリダ州のガルフストリームパーク競馬場で行われる競馬平地競走で、ペガサスワールドカップデーのメインレースとして施行されている。レース名は競馬場の敷地内にあるペガサス像にちなんで名付けられた。
設立当初は世界最大賞金のレースだった。優勝馬には2020年以降、ペガサスの羽に似せた青いバラのレイが掛けられ、オーナーには基本的にバカラが製作したブラッククリスタルのトロフィーが贈られる。

## 概要
2016年1月にストロナックグループ（現：1/ST）のフランク・ストロナックはサラブレッドオーナー会議で、このレースのアイデアを初めて提案した。最初の提案では、毎年1月中旬から下旬にガルフストリーム競馬場かサンタアニタパーク競馬場で1マイル1/4（10ハロン）のレースを行ない、ブリーダーズカップやドバイワールドカップ、ジャパンカップの開催に影響しない日程にされた。また北米の繁殖シーズンは2月中旬に始まるため、この時期であれば種牡馬として引退する前に最後のレースとして出走することも可能になるのも理由のひとつだった。「通常、この時期は競馬は少し落ち着いています。大レースは春を待たなければなりません（中略）この話を聞いた時に、（今年から始まっていたら）アメリカンファラオはおそらくもう1回走ったと思う。」とバファート調教師は話した。
2016年5月11日、ストロナックグループはドバイワールドカップを超える世界最高賞金額となる総賞金1,200万ドルの本競走を1マイル1/8（9ハロン）で、2017年1月28日にガルフストリームパーク競馬場で開催すると発表した。出走頭数は12頭に限定され、出走馬の関係者は本競走の出走枠を得るために1枠100万ドルを支払う。出走枠を得た登録馬の馬主はその馬を参戦させること、リースすること、契約を結ぶこと、共同所有することが可能である。また出走枠の売却もできる。最初の段階での登録馬は、将来のペガサスワールドカップへ出走する選択権を優先的に与えられる。
同年7月22日、アメリカグレードステークス委員会は本競走をG1に格付けすると発表した。2016年までガルフストリームパーク競馬場で開催のドンハンデキャップをリニューアルする形で開催される事から、本競走をG1格付けにすることを投票で決定した。
2018年は出走枠に加え、ストロナックグループが400万ドルを負担し、総賞金が1600万ドルに増額された。
2019年からはペガサスワールドカップターフの新設・同レースとの同時開催に伴い、ターフへ賞金が700万ドル割り当てられたため、総賞金額と出走料もそれぞれ900万ドル、50万ドルに変更となる。
2020年からは登録料制度が廃止されるとともに総賞金額も300万ドルに減額されている。
なお、2024年まで本競走の優勝馬にはサウジアラビアの国際招待競走サウジカップへの優先出走権が与えらていた。
出走条件は4歳以上、競走距離はダート9ハロン（約1800m）。

## 歴代優勝馬
| 回数  | 施行日        | 優勝馬            | 性齢 | タイム  | 優勝騎手     | 管理調教師  | 馬主                                                         |
| ----- | ------------- | ----------------- | ---- | ------- | ------------ | ----------- | ------------------------------------------------------------ |
| 第1回 | 2017年1月28日 | Arrogate          | 牡4  | 1:46.83 | M.Smith      | B.Baffert   | Juddmonte Farms Inc                                          |
| 第2回 | 2018年1月27日 | Gun Runner        | 牡5  | 1:47.41 | F.Geroux     | S.Asmussen  | Winchell Thoroughbreds LLC & Three Chimneys Farm             |
| 第3回 | 2019年1月26日 | City of Light     | 牡5  | 1:47.71 | J.Castellano | M.McCarthy  | Mr & Mrs W.Warren Jr                                         |
| 第4回 | 2020年1月25日 | Mucho Gusto       | 牡4  | 1:48.85 | I.Ortiz Jr   | B.Baffert   | HRH Prince Faisal Bin Khaled                                 |
| 第5回 | 2021年1月23日 | Knicks Go         | 牡5  | 1:47.89 | J.Rosario    | Brad H Cox  | Korea Racing Authority                                       |
| 第6回 | 2022年1月29日 | Life is Good      | 牡4  | 1:48.91 | I.Ortiz Jr   | T.Pletcher  | China Horse Club                                             |
| 第7回 | 2023年1月28日 | Art Collector     | 牡6  | 1:49.44 | J.Alvarado   | W.Mott      | Bruce Lunsford                                               |
| 第8回 | 2024年1月27日 | National Treasure | 牡4  | 1:50.51 | F.Prat       | B.Baffert   | SF Racing LLC & Starlight Racing Et Al                       |
| 第9回 | 2025年1月25日 | White Abarrio     | 牡6  | 1:48.05 | I.Ortiz Jr   | S.Joseph Jr | C Two Racing Stable, Prince F Bin Khaled Al Saud & A Pagnano |

### 各回競走結果の出典
- Equibaseより（最終閲覧日：2019年1月27日）
  - 2017、2018、2019
- Racing Postより（最終閲覧日：2025年1月26日）
  - 2017、2018、2019、2020、2021、2022、2023、2024、2025